# Rádio Košice
Rádio Košice - informacyjno-muzyczna komercyjna rozgłośnia radiowa. Jest ona jedyną stacją na Słowacji, która nadaje szczegółowe serwisy informacyjne związane z regionem Koszyc. Ponadto nadaje ona muzykę popową oraz rockową.

## Nadajniki
| Nadajniki Rádia Košice                         | Nadajniki Rádia Košice | Nadajniki Rádia Košice | Nadajniki Rádia Košice   |
| Lokalizacja                                    | Częstotliwość          | ERP                    | Uwagi                    |
| ---------------------------------------------- | ---------------------- | ---------------------- | ------------------------ |
| Prešov - Záborské                              | 90,4 MHz               | 0,5 kW                 | uruchomiony 22 maja 2011 |
| Košice - Heringeš                              | 91,7 MHz               | 0,5 kW                 |                          |
| Košice - strefa przemysłowa Bočiar, na kominie | 106,9 MHz              | 0,5 kW                 |                          |